# Malino (Oriovac)
Malino falu Horvátországban, Bród-Szávamente megyében. Közigazgatásilag Oriovachoz tartozik.

## Fekvése
Bródtól légvonalban 22, közúton 33 km-re nyugatra, Pozsegától   légvonalban 18, közúton 27 km-re délre, községközpontjától 2 km-re nyugatra, Szlavóniában, a Dilj-hegység délnyugati lejtői alatt, az Újgradiskát Bróddal összekötő főút mentén fekszik. Itt halad át az A3-as (Zágráb-Lipovac) autópálya és a Zágráb-Vinkovci vasútvonal is.

## Története
A település már a középkorban is létezett. 1469-ben, 1481-ben és 1493-ban is „Malino” néven említik. 1489-ben „Malyn” néven szerepel egy oklevélben. A térséget 1536 körül foglalta el a török és több, mint 150 évig török uralom alatt állt. 1691-ben szabadult fel végleg a török uralom alól. 1698-ban nem szerepel a kamarai összeírásban a felszabadított szlavóniai települések között. 1730-ban a vizitáció szerint 16 ház állt a faluban, mind katolikusok lakták. Fakápolnája Szent István vértanú tiszteletére volt szentelve, benne Szent István és Szent Lukács képével. Ezt a kápolnát 1734-ben is említik. 1746-ban 10 ház állt a településen. 1758-ban a falun kívül állt Szent Lukács kápolnája, körülötte temetővel. A szomszédos Kujnik katolikus lakói is ide temetkeztek. Az időközben megépített főút mellett egy Szent Rókus kápolnát is említenek. 1760-ban 15 házban, 31 családban 139 fő lakott a településen.
Az első katonai felmérés térképén „Malina” néven található. A gradiskai ezredhez tartozott. Lipszky János 1808-ban Budán kiadott repertóriumában „Malina” néven szerepel. Nagy Lajos 1829-ben kiadott művében „Malina” néven 57 házzal, 295 katolikus vallású lakossal találjuk. A katonai közigazgatás megszüntetése után 1871-ben Pozsega vármegyéhez csatolták. A 19. század végén és a 20. század elején Likából katolikus horvát családok, a Bánság és a Kordun területéről pravoszláv szerbek települtek be.
A településnek 1857-ben 300, 1910-ben 420 lakosa volt. Az 1910-es népszámlálás szerint lakosságának 84%-a horvát, 11%-a szerb anyanyelvű volt. Pozsega vármegye Bródi járásának része volt. Az első világháború után 1918-ban az új szerb-horvát-szlovén állam, majd később (1929-ben) Jugoszlávia része lett. A település 1991-től a független Horvátországhoz tartozik. 1991-ben lakosságának 72%-a horvát, 19%-a szerb, 6%-a jugoszláv nemzetiségű volt. 2011-ben 485 lakosa volt.

## Lakossága
| Lakosság változása | Lakosság változása | Lakosság változása | Lakosság változása | Lakosság változása | Lakosság változása | Lakosság változása | Lakosság változása | Lakosság változása | Lakosság változása | Lakosság változása | Lakosság változása | Lakosság változása | Lakosság változása | Lakosság változása | Lakosság változása |
| ------------------ | ------------------ | ------------------ | ------------------ | ------------------ | ------------------ | ------------------ | ------------------ | ------------------ | ------------------ | ------------------ | ------------------ | ------------------ | ------------------ | ------------------ | ------------------ |
| 1857               | 1869               | 1880               | 1890               | 1900               | 1910               | 1921               | 1931               | 1948               | 1953               | 1961               | 1971               | 1981               | 1991               | 2001               | 2011               |
| 300                | 295                | 314                | 384                | 367                | 420                | 462                | 595                | 646                | 639                | 667                | 681                | 664                | 653                | 576                | 485                |

## Gazdaság
A helyi gazdaság alapja hagyományosan a mezőgazdaság és az állattartás. „MAGNUS“ d.o.o. és „OROTEX“ d.o.o. néven két üzem található itt. Ezenkívül 8 kisvállalkozás és 24 családi gazdaság van a településen.

## Nevezetességei
- A falu közepén álló római katolikus kápolnája a lužani plébánia filiája.
- A temetőben állt Szent Péter Pál pravoszláv templomot 1991-ben lerombolták.

## Sport
NK Mladost Malino labdarúgóklub.